# Serrat dels Pastors
El Serrat dels Pastors és una serra situada al municipi de Castellar de la Ribera (Solsonès), amb una elevació màxima de 711,8 metres.